# 1008 La Paz
La Paz è un asteroide della fascia principale del diametro medio di circa 38,64 km. Scoperto nel 1923, presenta un'orbita caratterizzata da un semiasse maggiore pari a 3,0899119 UA e da un'eccentricità di 0,0825705, inclinata di 8,93136° rispetto all'eclittica.
Il suo nome è un omaggio alla città di La Paz, in Bolivia.